# Oppdals socken
Oppdals socken (norska: Oppdal sokn) är en församling i Gauldals prosteri i Nidaros stift inom Norska kyrkan. Församlingen omfattar den östra huvuddelen av Oppdals kommun i Trøndelag fylke i mellersta Norge.
1997 bröts Fagerhaugs socken respektive Lønsets socken ut ur församlingen. 2000 fördes den över från Orkdals prosteri till Gauldals prosteri och bytte därför församlingskod från 09060201 till 09070501. 2017 gick Fagerhaugs socken åter upp i församlingen.

## Kyrkor
- Fagerhaugs kyrka
- Oppdals kyrka